# مهسا امرآبادی
مهسا امرآبادی خبرنگار، زندانی سیاسی، مترجم و روزنامه‌نگار ایرانی است. که با روزنامه‌های اعتماد، آفتاب بهار، شرق و صبح آزادی همکاری داشته‌است. وی همسر مسعود باستانی بود.

## زندگی‌نامه
وی کار مطبوعاتی خود را در دهه ۸۰ آغاز کرده و با روزنامه‌های اصلاح‌طلب همکاری داشته‌است. پیش از انتخابات در روزنامهٔ اعتماد ملی فعال بود در سال ۱۳۹۰ نیز از اعضای تحریریه روزنامه توقیف شده اعتماد بوده‌است که از تاریخ بیست و هشتم دی ماه ۱۳۹۰ دوباره شروع به انتشار کرده‌است.
او تجربه کار در خبرگزاری ایلنا، آفتاب‌نیوز، روزنامه‌های بهار، شرق، اعتماد، هفته‌نامه صبح آزادی و غیره را دارد.
همسر سابق او مسعود باستانی، نیز از زندانیان سیاسی و روزنامه‌نگاران اصلاح طلب است که پس از طی یک دوره درمانی در تاریخ بیست و چهارم بهمن ۱۳۹۰ از بیمارستان به زندان رجایی‌شهر منتقل شده‌است. همسرش نیز در سال ۸۸ به ۷ سال زندان محکوم شد. آشنایی او با مسعود باستانی در سال ۱۳۸۸ صورت گرفت و آن دو جشن پیوندشان را خارج از زندان و در بین مرخصی‌های خود گرفتند.

### بازداشت در سال ۱۳۸۸
مهسا امرآبادی پس از اعتراضات مردم ایران به نتایج انتخابات ریاست جمهوری (۱۳۸۸)، در خرداد ۱۳۸۸ بازداشت و بیش از ۷۰ روز را در زندان به‌سر برد. یکی از دوستان مسعود باستانی گزارش می‌کند که پس از وقایع ۱۳۸۸، نیروهای جمهوری اسلامی قصد بازداشت مسعود باستانی را داشتند اما با مراجعه به منزل، همسر او را بازداشت کردند. او در این مدت تحت نظر بود تا آنکه مسعود خودش را معرفی کرد و همسرش بعد از مدتی آزاد شد. پس از آزادی مهسا امیرآبادی، وی در مصاحبه‌ای مدعی شد که همسرش برای آزادی او مجبور به اعتراف اجباری شده‌است. پس از این ادعا بود که دادگاهی علیه خود امیرآبادی شکل گرفت. امرآبادی برای بازداشت سال ۸۸ به اتهام اقدام تبلیغی علیه نظام در دادگاهی به ریاست قاضی مقیسه به یک سال زندان تعزیری محکوم شد.
امیرآبادی برای بار دوم به همراه با فخرالسادات محتشمی‌پور و شهین جهادی در جریان اعتراضات جنبش سبز در ۱۰ اسفند ۱۳۸۹ در اعتراض به حبس خانگی میرحسین موسوی، مهدی کروبی و همسرانشان بازداشت شد. او در ۲۵ اسفند همان سال، به قید کفالت آزاد شد. برخی رسانه‌ها آزادی او در پی قرار وثقه گزارش کردند.

### بازداشت در سال ۱۳۹۰
وی در ۲۲ خرداد ۱۳۹۰، بار دیگر به اتهام «فعالیت تبلیغی علیه نظام از طریق مصاحبه و گزارش» از سوی شعبه ۲۶ دادگاه انقلاب اسلامی به ریاست قاضی پیرعباس به یک سال دیگر حبس تعزیری و ۵ سال حبس تعلیقی محکوم شد. دیگر اتهامات او، حضور در جلسات خانواده‌های زندانیان سیاسی، تجمعات اعتراضی، مصاحبه‌های سیاسی و دیدار با مراجع تقلید برای اقدامات سیاسی عنوان شده بود. امرآبادی در اردیبهشت سال ۹۱ برای اجرای حکمش به زندان اوین معرفی کرد. وی در تاریخ بیست و شش تیرماه ۱۳۹۲ از زندان به مرخصی فرستاده شد.
در نهایت او در ۲۷ شهریور ۱۳۹۲ از زندان آزاد شد. آزادی او به خاطر حکم عفوی بود که به وی داده شد. آزادی وی در کنار جمعی دیگر از زندانیان سیاسی، در آستانه سفر روحانی، رئیس‌جمهور وقت به نیویورک برای شرکت در مجمع عمومی سازمان ملل صورت گرفت.

### پس از آزادی
امیرآبادی پس از آزادی نتوانست در مطبوعات فعالیت روزنامه‌نگاری خود را ادامه دهد و به ترجمه و تألیف پرداخت. او همچنین فروشگاهی در تهران برای ارائه محصولات اورگانیک در سال ۱۳۹۲ راه‌اندازی کرد.

## تالیفات و ترجمه‌ها
سلسله کتاب‌های خانواده سلطنتی که در رنج سنی کودکان نوشته شده‌است، از آثار ترجمه‌ای اوست. او کتاب آشنایی با شیوه درس خواندن و خوب آموختن از ریچارد پل را نیز ترجمه کرده‌است.

## همچنین بخوانید
- نقض حقوق روزنامه‌نگاران و خبرنگاران در جمهوری اسلامی ایران